# 고혹자 3 - 척수차천
《고혹자 3 - 척수차천》(古惑仔之隻手遮天, 古惑仔 3 - 隻手遮天: Young & Dangerous III)는 홍콩에서 제작된 류웨이창 감독의 1996년 영화이다. 정이건 등이 주연으로 출연하였다. 이 영화를 기점으로 골든 하베스트 컴퍼니에 의해 배급되었다.

## 출연

### 주연
- 정이건
- 진소춘
- 임달화

### 조연
- 황추생
- 구숙정
- 려자
- 오지웅

## 기타
- 연출: 류웨이창